# 劉鍇 (外交官)
劉鍇（1907年5月27日—1991年2月12日）字亦鍇，中華民國外交官。他曾在1962年至1971年間擔任中華民國常駐聯合國代表。1971年，聯合國大會通過聯大2758號決議，他因此成為最後一任代表中華民國的聯合國代表。

## 生平

### 早年
劉鍇於1907年5月27日生於天津，其先祖經廣東南雄南下，定居於中山縣一帶。其父劉敘堂為路政專家及慈善家，曾就讀於香港皇仁書院，後任廣九鐵路華南段及京滬杭鐵路車務處長，退休後曾任澳門鏡湖醫院主席，獲葡屬澳門政府頒發慈善勳章。1913年，劉敘堂先後聘用一名前清舉人、秀才為劉鍇教授國學知識及四書五經，同時又請一名畢業於聖約翰大學的老師教授英語及數學。劉鍇在14歲時於香港聖士提反書院留學，四年後畢業後前往英國牛津大學攻讀法律，得碩士學位，後轉往中殿律師學院，獲得大律師執業資格。在英國期間，劉鍇亦認識了國民政府外交部要員傅秉常、國民黨右派領袖胡漢民、孫文之子孫科等中樞要人，為其未來仕途鋪路。其中劉鍇及傅秉常同為聖士提反書院校友，兩人私交甚密，日後均曾任中華民國總統府國策顧問。從中殿律師學院畢業後，劉鍇回國從事法律工作。

### 外交生涯

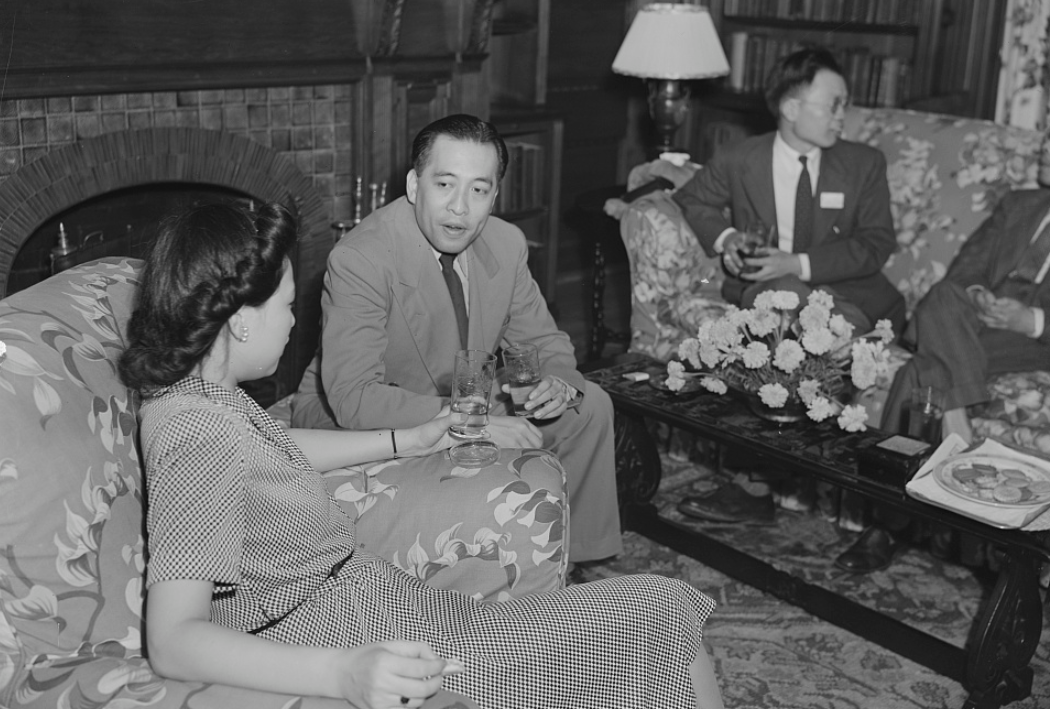
1942年，劉鍇（中）擔任駐美大使館公使銜參事官

1930年6月6日，時值北伐成功，國民政府遷都南京，其友胡漢民任立法院長，邀劉鍇回國任立法院簡任秘書，後任命為國民政府立法院外交委員會秘書，輔助委員長傅秉常之工作。1931年，他正式加入中國外交部，1932年1月28日被任命為國民政府外交部秘書。此後，他成為國際聯盟會議的中國代表團顧問，並於國際聯盟全權代表辦公室擔任二等秘書。
其後，他曾任中華民國駐英國大使館代一等秘書，後升任一等秘書。1937年後，他先後出任駐英國公使及駐美國大使館公使銜參事官。1942年，劉鍇升任為中國駐美國常駐公使，並留守華盛頓輔弼時任駐美大使胡適。1945年8月，第二次世界大戰結束後，他擔任外交部次長及聯合國戰罪審查委員會遠東與太平洋部代表。

1944年，他作為中國代表團成員參加了敦巴頓橡樹園會議，並於1945年參加了舊金山會議，參與促成聯合國的成立。1947年，他被任命為聯合國託管理事會中華民國政府代表，並出席國際民航組織及國際電信聯盟創始會議。同年6月，他被任命為中華民國駐加拿大大使。

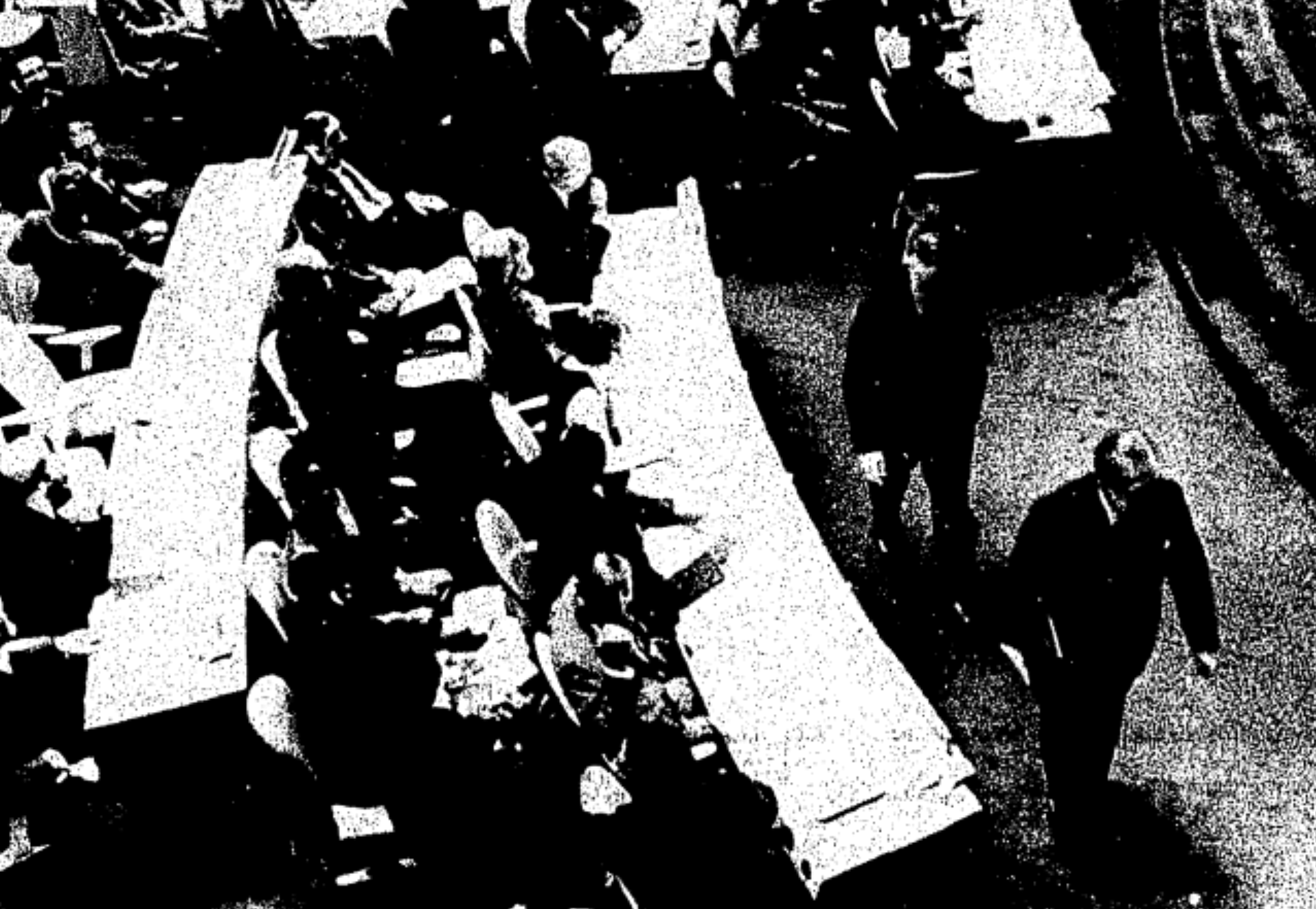
劉鍇（右下）率領中華民國代表團，於聯合國大會表決通過2758號決議前離席抗議

1949年国共内战結束後，中華人民共和國成立，劉鍇跟隨中華民國政府遷台。並繼續擔任駐加拿大大使。
1962年接替蔣廷黻成為中華民國駐聯合國常駐代表。 1964年，有傳時任外交部部長沈昌煥將調任駐日大使，其部長職位將由劉鍇或杭立武頂替，惟最後不了了之。及後於1970年，又曾傳出劉鍇、查良鑑等人可能頂替即將退休的時任外長魏道明，但最後由周書楷於1971年頂替魏。在任期間，他多次擔任聯合國安全理事會主席。除此之外，劉鍇在任內積極反對並駁斥由亞非多國多次提出的中共政權入聯建議。1971年10月25日，在聯合國大會通過聯合國2758號決議之前數小時，時任外交部長周書楷代表中華民國政府宣佈中華民國退出聯合國。劉鍇與周書楷一同帶領中華民國代表團在表決前退出會場抗議。值得一提的是，當劉鍇離場時，時任美國駐聯合國代表老布什亦快步跟隨離開。此後，黃華成為中華人民共和國首位常駐聯合國代表。
1972年3月10日，劉鍇被任命為中華民國駐菲律賓大使，並於1972年3月23日向菲律賓國會呈遞國書。 1974年2月6日，因巴拉望省卡拉延的軍事行動，劉鍇與越南共和國駐菲律賓大使楊黃青（Duong Hoang Thanh）共同收到菲律賓外交部長卡洛斯·羅慕洛的抗議文書。 劉鍇於1975年6月6日卸任，當時菲律賓決定承認中華人民共和國並與中華民國斷交。
1975年返回台灣後，劉鍇擔任總統府國策顧問，1980年擔任外交部顧問，並當選為中國國民黨第11屆和第13屆中央評議委員，成為李登輝總統的資深顧問之一。

### 晚年
退休後，劉鍇移居美國，定居於舊金山。1991年1月末，其妻張泰真病逝，劉鍇攜其骨灰到華府安置。及後因舟車勞頓、悲痛過度，於2月12日因腦出血於弗吉尼亞州費爾法克斯縣費爾法克斯醫院去世，享年83歲。

## 個人生活
劉鍇與妻子張泰真育有一子及一繼女，嫡子名為艾倫，1990年代間曾於美國舊金山工作。劉鍇是家中長子，有三弟一妹。二弟劉鉌在華府經商，三弟劉鈴於堪薩斯州任執業醫生，四妹名為劉珩適，五弟劉鈶則在加拿大任工程師。
除此之外，劉鍇與胡適為友人。從胡適的遺囑中，可見胡稱劉為「朋友」，亦委託劉為其遺囑執行人。
劉鍇在聯合國期間與時任美國駐聯合國代表、即後來的美國第41任總統老布什結識，並成為朋友。以至於1991年劉鍇病逝時，時任總統的老布什，當時正逢波灣戰爭的高峰緊張期，仍親自向劉鍇之子寫信以表悼念。據外交官沈呂巡稱，信件內容寫滿了兩張信紙，並以手寫信件表達對劉鍇「相當敬佩」，同時回憶他們交友的歷程。

## 勳獎
- 抗战胜利勋章（1945年10月授予）